# Trương Lăng
Trương Lăng (chữ Hán: 張陵; 34 – 156), biểu tự Phụ Hán (輔漢), được xem là người đã sáng lập ra giáo phái Ngũ Đấu Mễ Đạo cùng Chính Nhất Đạo trong Đạo giáo Trung Quốc.
Trong Đạo giáo, Trương Lăng cũng được gọi là Trương Đạo Lăng (張道陵), Tổ Thiên Sư (祖天師), Trương Đạo Lăng Thiên sư (张道陵天師) hoặc Chính Nhất chân nhân (正一真人). Tương truyền ông dùng hổ để cưỡi, lại được lưu truyền cùng với Cát Huyền, Hứa Tốn cùng Tát Thủ Kiên hợp gọi là Tứ đại Thiên sư (四大天師).

## Tiểu sử
Ông là người quận Phái (沛郡), quê đất Phong (丰; nay là huyện Phong, tỉnh Giang Tô). Ông được tương truyền là cháu 7 đời của Trương Lương, một trong "Tam Kiệt nhà Hán" trứ danh của lịch sử Trung Quốc. Trương Lăng xuất thân từ một gia đình Nho giáo nhiều đời. Thuở nhỏ ông đã tinh nghiên Đạo Đức Kinh, thiên văn, địa lý, Hà Đồ, Lạc Thư, cũng thông đạt Ngũ kinh.
Đời Hán Minh Đế (khoảng từ năm 58 đến năm 75), ông làm quan Huyện lệnh ở Giang Châu (江州) thuộc Ba Quận (巴郡; nay là thành phố Trùng Khánh, tỉnh Tứ Xuyên). Cho rằng Nho học vô ích, ông bèn học đạo trường sinh bất tử, ẩn cư trong núi Bắc Mang Sơn (北邙山). Triều đình phong chức Bác sĩ quan (博士官) cho ông nhưng ông thác bệnh và từ chối. Đến thời Hán Hoà Đế, triều đình đã ba lần ra chiếu phong ông làm quan Thái phó nhưng ông vẫn từ chối. Sang đời Hán Thuận Đế, Trương Lăng vào Ba Thục, tu đạo ở núi Hạc Minh Sơn (鶴鳴山; cũng gọi "Cốc Minh Sơn" 鵠鳴山), tự xưng đã được Thái Thượng Lão Quân truyền đạo Chính Nhất Minh Uy (正一盟威), nên xưng là Tam Thiên Pháp Sư Chính Nhất Chân Nhân (三天法師正一真人), ông còn nói Lão Quân phong ông làm "Thiên Sư", nên đương thời hay gọi ông là Tổ Thiên Sư (祖天师).
Năm Vĩnh Hòa thứ 6 (141), ông sáng tác đạo kinh, tôn Lão Tử làm giáo chủ. Trước tiên ông trị bệnh để thu hút quần chúng và sau đó là truyền đạo. Khi quy tụ được đông đảo quần chúng, Trương Lăng - bấy giờ bắt đầu gọi là Trương Đạo Lăng - đã đứng ra tổ chức 24 điểm truyền đạo gọi là 24 Trị (治), trong đó ba trung tâm lớn là Dương Bình Trị (陽平治), Lộc Đường Trị (鹿堂治) và Hạc Minh Trị (鶴鳴治). Người nhập đạo phải nộp 5 đấu gạo (gọi là "Tín mễ" 信米), do đó đạo này gọi tên là Ngũ Đấu Mễ Đạo (五斗米道; có nghĩa là "Đạo 5 đấu gạo"), cũng gọi là "Mễ Vu" (米巫) bởi vì đạo này chịu ảnh hưởng nặng nề của Vu giáo của dân tộc thiểu số tại Ba Thục. Một cách giải thích khác: Ngũ Đấu Mễ là Ngũ Đẩu Mẫu (五斗姆), tức là Bắc Đẩu Mẫu (北斗姆) trong Ngũ Phương Tinh Đẩu (五方星斗), đứng đầu trong các sao. Hai cách giải thích này đều thông hành; có thể lúc lập giáo, Trương Lăng đã có chủ ý như vậy. Và cho phù hợp với Nhị Thập Bát Tú (28 sao), sau này 24 Trị phát triển thành 28 Trị.
Khoảng những năm Hán Hoàn Đế, chừng năm 156 công nguyên, Trương Lăng qua đời tại núi Thanh Thành, thọ chừng 123 tuổi. Sau khi Trương Lăng mất, con là Trương Hành (張衡) kế thừa việc truyền đạo. Khi Trương Hành qua đời, con của Trương Hành là Trương Lỗ (張魯) kế vị. Cả 3 đời ông cháu được người đời gọi là "Tam Trương", nhưng trong nội bộ phải gọi là "Tam Sư": trong khi Trương Lăng là Thiên Sư, Trương Hành là Tự Sư (嗣師) và Trương Lỗ là Hệ Sư (系師).

## Hình vẽ về Trương Lăng

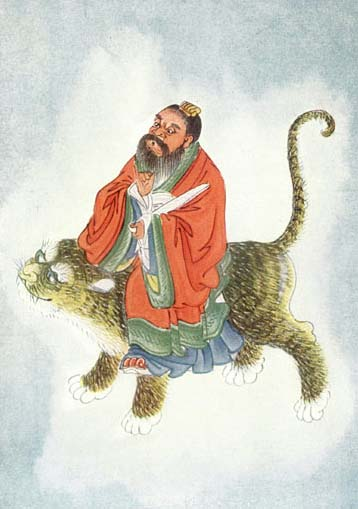
Ảnh vẽ Trương Đạo Lăng cưỡi linh vật nhìn như hổ. Đây là một biểu tượng phổ biến nhất của ông
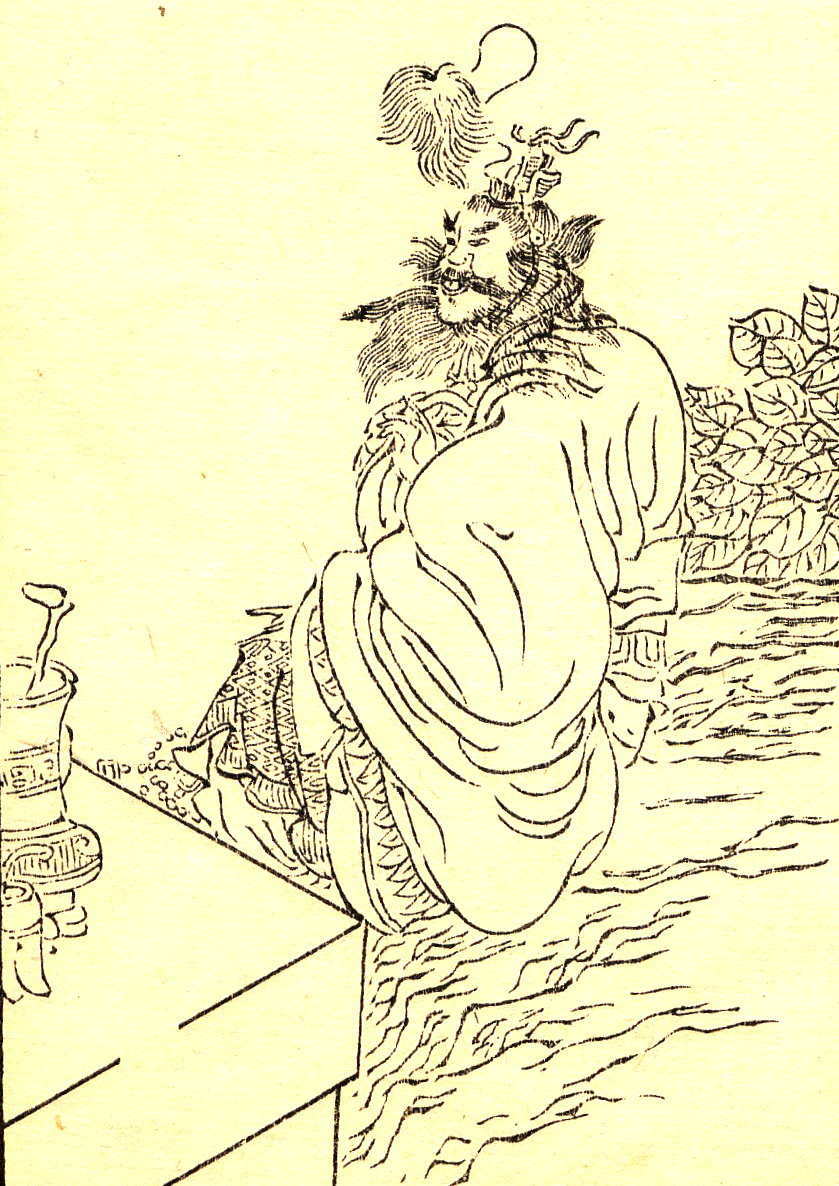
Minh họa Trương Đạo Lăng trong Liệt tiên tửu bài (列仙酒牌)
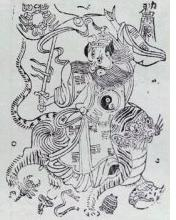
Minh họa Trương Đạo Lăng thời Đông Hán